# Malborki vár
A Marienburgi vár (lengyelül Zamek w Malborku, magyarul Máriavár) középkori erődítmény Lengyelországban, a világ legnagyobb téglából épült vára, 2000 óta az UNESCO világörökség része.

## Története

### Alapítás
A Német Lovagrendet Mazóviai Konrád lengyel fejedelem hívta be Lengyelországba, hogy védjék meg földjeit a pogány balti poroszok támadásaitól, és hódítsák meg azok területét. A 13. század elején a teuton lovagok elindították első hadjáratukat a Nogat folyó mentén, hogy a hittérítés égisze alatt leigázzák a poroszokat. Az 1280-as évek elején a lovagok itt (é. sz. 54° 02′ 32″, k. h. 19° 01′ 54″54.042222°N 19.031667°E) kezdtek várat építeni, amelyet Marienburgnak vagyis Mária várának neveztek. Alig 30 év alatt sikerült felépíteniük egy négyzet alaprajzú kolostort, kápolnával, káptalanházzal, dormitóriummal, refektóriummal, zárt udvarral. A délnyugati saroktól a Danske-toronyig egy hosszú, magas galériát építettek, amely védelmi célokat szolgált.
1309. szeptember 14-én Siegfried von Feuchtwangen nagymester a lovagrend székhelyét Marienburgba helyezte át. Így a vár kiemelt jelentőséget nyert, és a balti partvidék egyik leghatalmasabb államának a központjává vált. Rövidesen nyilvánvalóvá vált, hogy az épület alkalmatlan volt erre az új szerepre. Az ezt követő fejlesztés közel 40 évig tartott, ezalatt a kolostor átalakult egy árkokkal és falakkal többszörösen körülvett erődítménnyé, amelyet felső várnak neveztek.
A Miasszonyunk templomát megnagyobbították és megépítették a Szent Anna-kápolnát, amely a nagymesterek temetkezési helye lett. A középső vár szállásul szolgált az idelátogató lovagoknak, itt volt a nagy refektórium, az ispotály, és a nagymesteri palota is.
A 14. században illetve a 15. század elején épült az úgynevezett „alsó vár”. Itt helyezték el a fegyverraktárt, a magtárat és a különböző kiszolgáló épületeket, többek között az istállókat és egy sörfőzdét. Mellettük épült a Szent Lőrinc-kápolna, amelyet a szolgák használatára szántak.

### Tizenhárom éves háború
A Német Lovagrend és Lengyelország egymás ellen vívott tizenhárom éves háborúja (1454–1466) során Ludwig von Erlichshausen nagymester kénytelen volt számos várat elzálogosítani a zsoldosainak, mivel szűkében volt a készpénznek. Azok az elzálogosított marienburgi várat eladták a lengyel királynak, aki egy királyi alprefektus gondjára bízta. Az udvari hivatalos személyek által felvett leltárak alapján ismerjük a vár egyes részeinek különböző hasznosítását a 16. és 17. században. A felső vár megszűnt kolostorként működni, ehelyett ez lett az erőd kiszolgáló része, többek között itt tárolták az élelmiszereket. A középső vár volt az udvari hadsereg és hivatalos személyek szállása, a külső várat pedig kizárólag katonai célra használták.

### Porosz Királyság
A vár a porosz fennhatóság idején megtartotta eredeti funkcióját. A fenntartásra azonban óriási költségeket kellett fordítani, amihez a források majdnem mindig hiányoztak. Az egyik első leltár alkalmával (1565-ben) feljegyeztek egy repedést a nagy refektórium északi falán; ez egy olyan probléma kezdetét jelentette, amelyet csak nemrégiben sikerült teljesen megoldani. 1647-ben a templomra új tető került, az egyéb javításokkal viszont elmaradtak. Csak a 18. század közepén Erős Ágost kezdeményezésére cserélték ki például a palota tetejét.
A 17. század elején a nagymesteri palota néhány termét királyi lakosztályokká alakították át. A svéd háborúk nem károsították súlyosan az épületet, ennél sokkal nagyobb kárt okozott az 1664-es tűzvész, amikor a középkori fedett galériák leégtek. Ezeket hamarosan újjáépítették az eredetitől nagyon eltérő barokk stílusban.
1652 és 1772 között a vár a jezsuita rend gondozásában állt, amely 1756–67 között egy kollégiumot építtetett a Miasszonyunk Temploma és a középső vár közé. A 17. század végén és a 18. század elején az építkezés csak a legszükségesebb javítások elvégzésére szorítkozott.

### Átépítés
1772 szeptemberében, Lengyelország első felosztása során Malborkot a porosz csapatok foglalták el. A felső várba szállásolták el őket azokban a kaszárnyákban, amelyeket egy lengyel gyalogsági regiment állított fel 1737–44 között. Ez a szállás azonban szűknek bizonyult, így elkezdődtek a bővítési munkák. A középső vár nagy refektóriumát lovasiskolává alakították át, a főbejáratot megnagyobbították, a padlózatot felszedték, és néhány ablakot befalaztak. Az 1780-as években a nagymesteri palotában egy gyapotfonó műhely kapott helyet, valamint a folyami hajóskapitányok szállása is itt volt.
Ez az időszak egy húszévnyi folyamatos építés és bontás kezdetét jelentette, ami annak ellenére haladt, hogy 1799-ben megjelent egy album, amely Malbork különböző nézeteit ábrázolta. A kiadvány szerzői (Friedrich Gill – illusztrációk, Friedrich Frick – metszetek, Friedrich Rabe – térképek, Konrad Levezow – történeti bevezető) fel akarták hívni a közvélemény figyelmét a vár szépségére, és meg akarták győzni a hatóságokat, hogy vessenek véget a bontásnak. Erőfeszítéseik ellenére III. Frigyes Vilmos porosz király még ugyanabban az évben kiadott egy rendeletet, mely szerint a felső várat katonai raktárrá kell átalakítani. Az 1801-ben elkezdett munka radikálisan megváltoztatta az erőd külső képét. A templom kivételével az összes középkori ablakot befalazták, és újakat raktak be a belső terek új felosztásának megfelelően. Az egész épületre új lapos tető kerül, a középkori boltozatok maradványai helyére famennyezet került. A középső vár hasonló sorsra jutott, a keleti szárnyban magtárat rendeztek be; ehhez le kellett bontani a Szent Bertalan-kápolnát.
1803-ban egy fiatal romantikus költő, Max von Schenkendorf tiltakozó cikket jelentetett meg egy berlini újságban a vár rombolása ellen. A felhívás következményeként új kormányrendelet készült, amely megállította a vár további rombolását.

### Újjáépítés

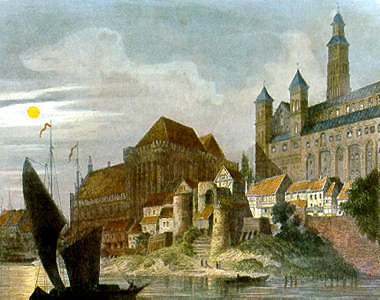
A vár 1834-ben

Miután a napóleoni csapatok visszavonultak Marienburgból, elkezdődött a vár helyreállításának tervezése. 1816-ban megalakult egy újjáépítési bizottság Schloßbauverwaltung Marienburg néven. Egy évvel később elkezdődött a munka a keleti szárny és a Szent Katalin-kápolna újjáépítésével. 1819–1850-ben a rekonstrukciót August Gersdorff építész vezette. Olyan személyiségek segítségével, mint a híres festő és építész Karl Friedrich Schinkel, a történész Johannes Voigt és a németlovagrend-szakértő lelkész Ludwig Häbler került sor a középső vár nyugati részének a rendbehozatalára.
A romok eltakarítása után új kerámiapadlókat fektettek le, és új ajtókat szereltek fel. A refektóriumokba új ólomüveg-ablakok kerültek a lovagrend korát ábrázoló jelenetekkel.
1850–1876 között a munkálatok vezetője Alexander Ferdinand von Quast volt. Az ő kezdeményezésére a nagy refektórium rossz állapotban levő nyugati falát acélhorgonyokkal megerősítették, és helyreállították a vár templomában a Mária a gyermekkel mozaikot. Ez utóbbihoz velencei szakértőket hozattak, mivel öt évszázaddal korábban az eredeti mozaikot velencei művészek készítették.
1881-ben a porosz kormány elhatározta a felső várbeli Boldogságos Szűz Mária templomának helyreállítását. Egy évvel később a munkálatokkal egy fiatal és tehetséges építészt, Conrad Emmanuel Steinbrechtet bízták meg. Steinbrecht korábban Görögországban szerzett régészeti tapasztalatokat, ezt követően a Német Lovagrend építészetét tanulmányozta. A mottója „egy lépést sem tenni, ha az nem igazodik a történelmi szellemhez” volt. Az elméletének szép gyakorlati példája lett a káptalanház boltíveinek helyreállítása.
A helyreállítási munkákat a porosz állami költségvetésből finanszírozták. A császári család is érdeklődéssel kísérte az újjáépítést: II. Vilmos több mint harmincszor is meglátogatta. Pénzügyi támogatás érkezett a Marienburg Újjáépítése és Szépítése Egyesülettől is – ez a társaság magas rangú porosz személyiségek kezdeményezésére alakult. Fővédnöke maga a császár volt. A pénzt főleg lottójáték szervezéséből gyűjtötték össze – az ötletet a kölni dóm helyreállításától lesték el. A társaság által összegyűjtött forrásokból konzerválták a régi festményeket és vásároltak különböző katonai tárgyakat, könyveket, festményeket és díszítő elemeket.
1900-ra a fellegvár alapvető helyreállítási munkálatai befejeződtek, a középső váré még 1918-ig folytatódtak.

### A két világháború között
Az első világháború után a szövetséges hatalmak népszavazást írtak ki annak eldöntésére, hogy a régió az újonnan alakult Lengyel Köztársasághoz vagy Németországhoz tartozzon. A lakosság 92%-a Németországra szavazott. A lengyel korridort Lengyelországnak ítélték, Gdansk pedig a Népszövetség ellenőrzése alá került, Danzig Szabad Város néven – ezeknek a területeknek a lakóit azonban nem kérdezték meg.
1922 júniusában Steinbrecht negyven évi munka után visszavonult. Utódja Bernhard Schmid lett, aki Kelet-Poroszország történelmi műemlékeit felügyelte. Az ő idejében nyerte el a vár a mai alakját.
1922-ben elkészült a Szent Katalin-kápolna, 1931-ben pedig befejeződtek az új kapu munkálatai. A várat neogótikus bútorokkal rendezték be, és múzeumként megnyitották a látogatók előtt.

### A második világháborúban
Az 1930-as évek politikai helyzete a vár mindennapjaira is hatással volt. 1933. május 1-jén a vár tornyára felkerült a Harmadik Birodalom zászlója. A vár magas rangú náci személyek rendezvényeinek helyszíne lett. Az ilyen események vezettek 1934-ben ahhoz a tervhez, hogy amfiteátrumot építsenek a vár keleti oldalán. Szerencsére ez az ötlet soha nem valósult meg. 1939. szeptember 1-jén a nagy refektóriumban Albert Forster gauleiter hivatalosan bejelentette az Alsó-Visztula menti területek visszatérését Németországhoz.
A második világháború alatt a refektórium volt a színhelye a Hitlerjugend eskütételi ceremóniáinak. 1941-ben megkezdték a vár felkészítését a légitámadások elleni védelemre. Többek között a templomok ablakairól leszerelték az összes ólomüveget.
1945-ben a vár és a város is súlyos károkat szenvedett. A harcok folyamán az óváros épületeinek közel nyolcvan százaléka megsemmisült, a vár keleti szárnya is komoly sérüléseket szenvedett el. 1945. március 8-án a visszavonuló német csapatok felrobbantották a Nogat folyó hídjait.

### 1945 után
Az 1940-es évek végén módszeres bontás folyt az óvárosban, amelynek eredményeképpen az 1950-es évek elején a középkori részből már csak a plébániatemplom, a városháza, a két városkapu és néhány várfalrész maradt meg.
1957 júniusában a Malbork felszabadításának 500 éves évfordulójának megünneplésére és a vár restaurálására bizottságot hoztak létre. A középső vár kapujára egy emléktábla került és a vár keleti szárnyának földszintjén egy turistafogadó nyílt. Azt remélték, hogy az évfordulós ünnepségek ráirányítják a figyelmet az erődre, amely a háború óta romokban állt. A tulajdonos 1945. augusztus 7-e óta a Lengyel Hadsereg Múzeuma volt, amely a vár legértékesebb tárgyait Varsóba szállította. 1950. november 30-án a vár – amelyet időközben kiemelt műemléknek nyilvánítottak – átkerült a lengyel Kultúra és Nemzeti Örökség Minisztériumhoz. A miniszter a vár gondozását a PTTK-ra (Lengyel Turista és Honismereti Társaság) bízta, aki továbbadta a felelősséget a sopoti idegenforgalmi intézetnek.

## Alaprajz

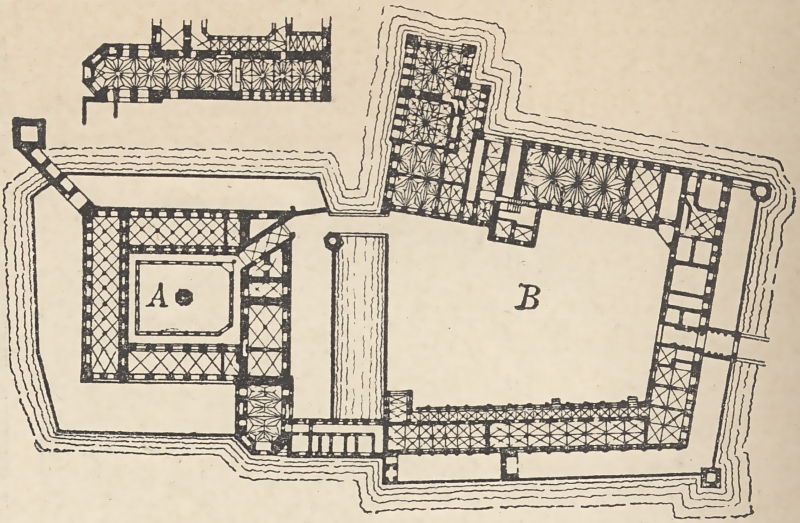
A felső és középső vár alaprajza

Az "A"-val jelzett rész a fellegvár, amely kiemelkedik hatalmas, több emelet magas négyzet alaprajzú tömbjével. Ebben volt a lovagok hálóterme, ahol a rend szabályai szerint fegyverrel kellett aludniuk, és ha igaz a rekonstrukció, itt alkalmazták először a tűzoltólaktanyákból jól ismert rudakat, melyeket lábbal-kézzel átölelve, pillanatok alatt le lehetett csúszni a gyilokjárókba.
A középvárból ("B") csak gyalogszerrel lehetett bejutni egy felvonóhídon keresztül a fellegvárba. Itt állt a nagymester gyönyörű gótikus palotája, de volt itt például egy emberi erővel működtethető szárazmalom is, amely hosszú ostromokkor kiszolgálta a védőket.
Az egész vár a Nogat (a Visztula deltájának egyik ágát hívják így) mellett épült, a várárokba bevezették a folyó vizét, ami így körülfolyta a várat. Az egyik torony pilléreken állt ebben a vízben (a fellegvár bal felső sarkától egy magas várfal köti csak össze a fellegvárral): ez jellegzetes lovagrendi intézmény, az árnyékszéktorony volt, amely teljesen üres volt, csak a felső szintjén helyezkedtek el a toalettek, a szennyvíz és egyéb egyenesen a várárok vizébe pottyant.  A középvárba a bejárat igen elmésen volt megépítve: a szigorúan gyalogos vendég a kettős kapu között kis fallal és gyilokjáróval körülvett udvarra ért, ott letétették vele a fegyvereit, és csak akkor nyílt ki a második kapu is. Az őrség a szűk lőrések közül a vendég számára láthatatlan maradt.

## Múzeum
A Malbork Vármúzeumot 1961. január 1-jén alapították. A döntést egy tűz siettette, amely 1959 szeptemberében ütött ki a középső vár nyugati és északi szárnyának a tetején. Az 1965 júliusában megnyílt kiállítás a részben helyreállított keleti szárnyban kapott helyet. Az 1980 óta tartott fény- és hangjátékok nagyon népszerűnek bizonyultak.

## Galéria

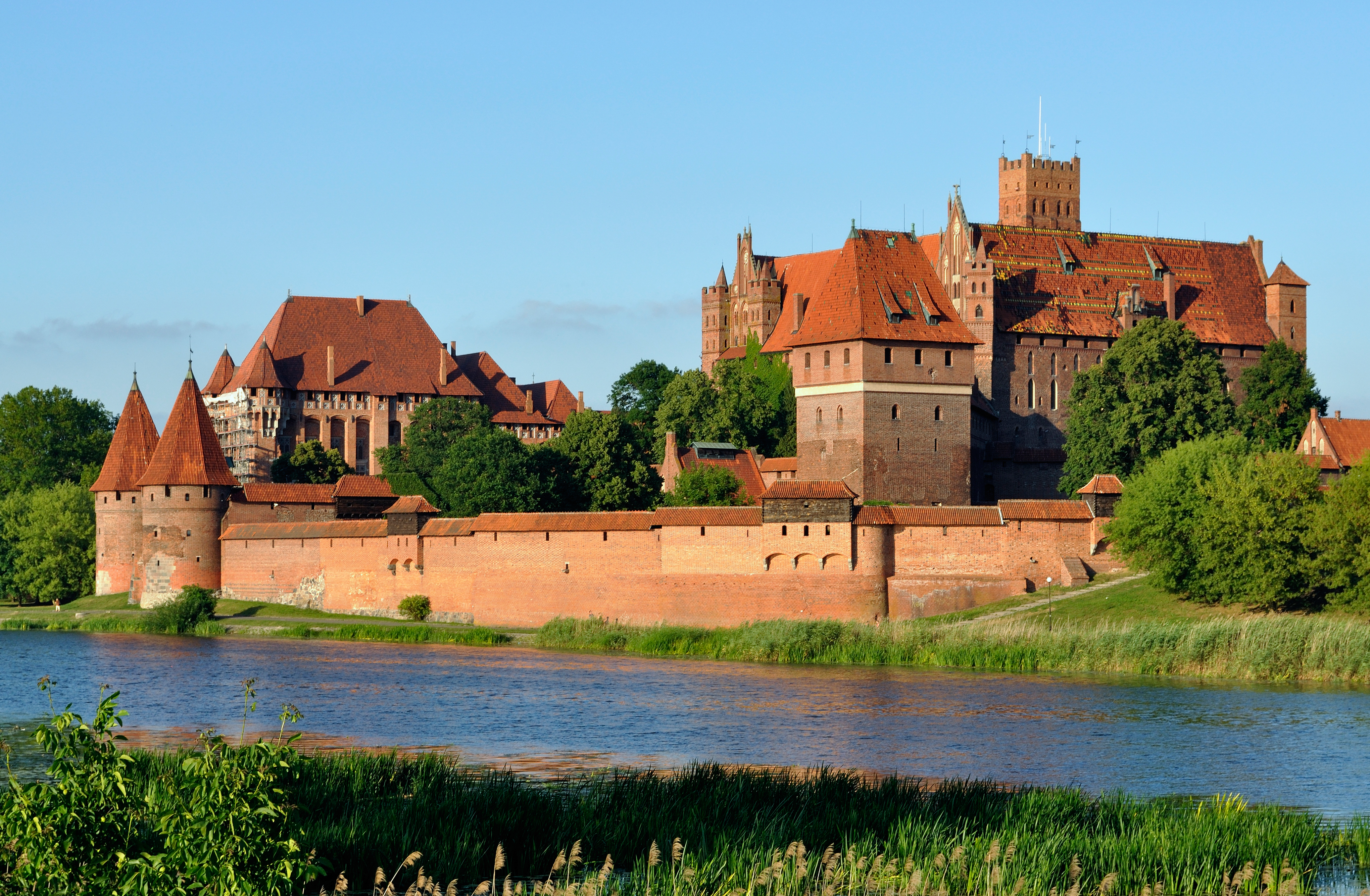
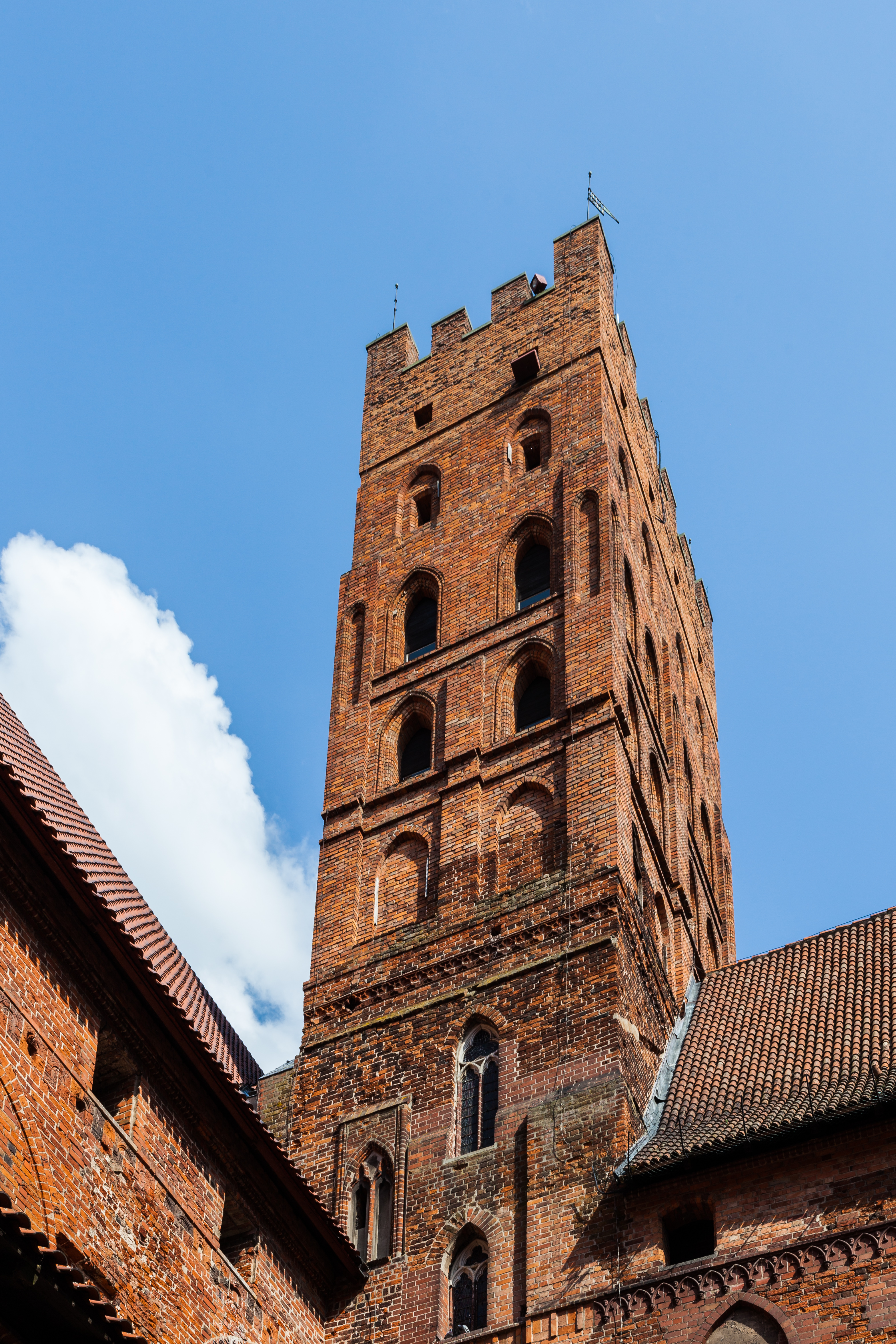
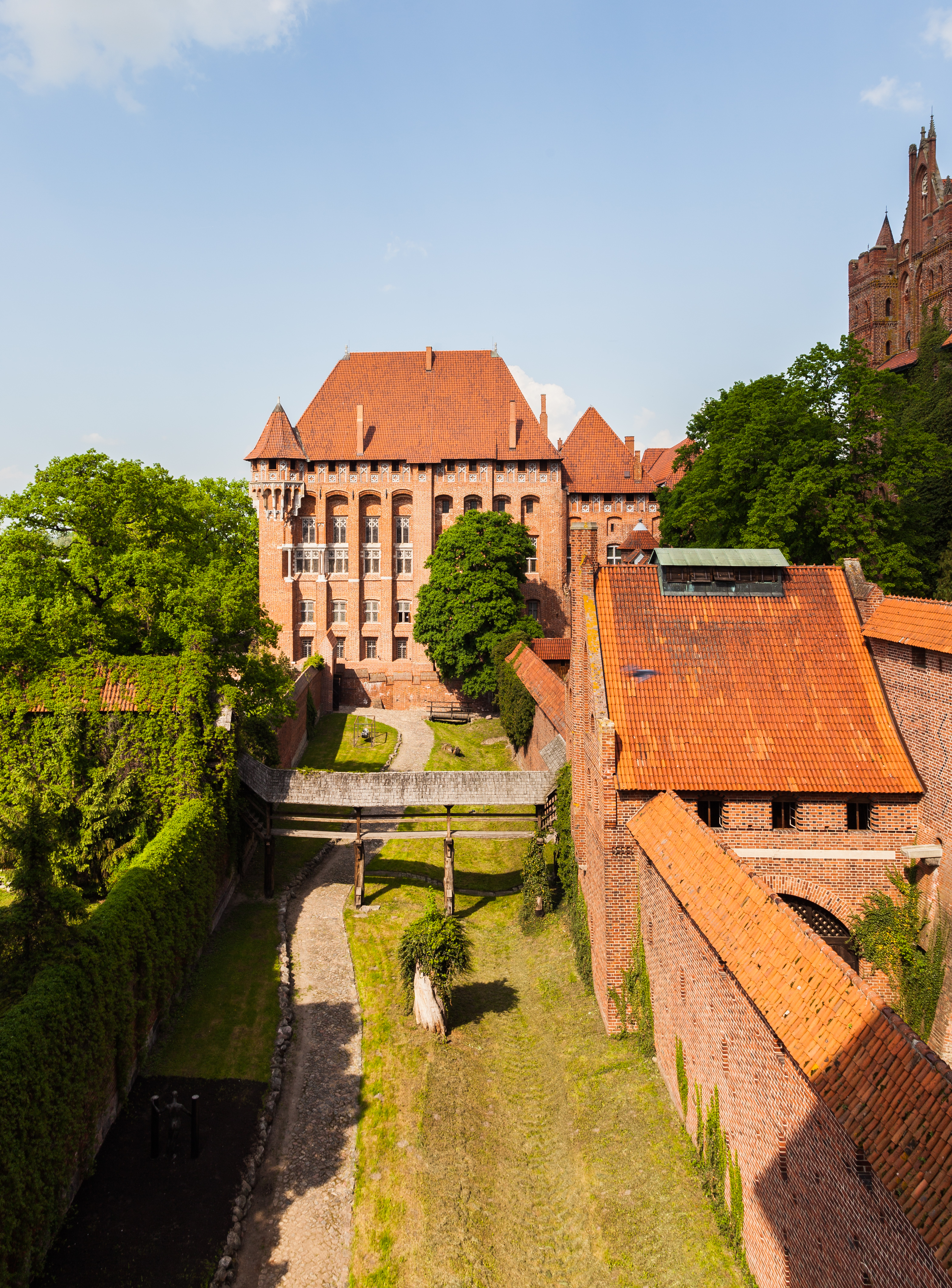
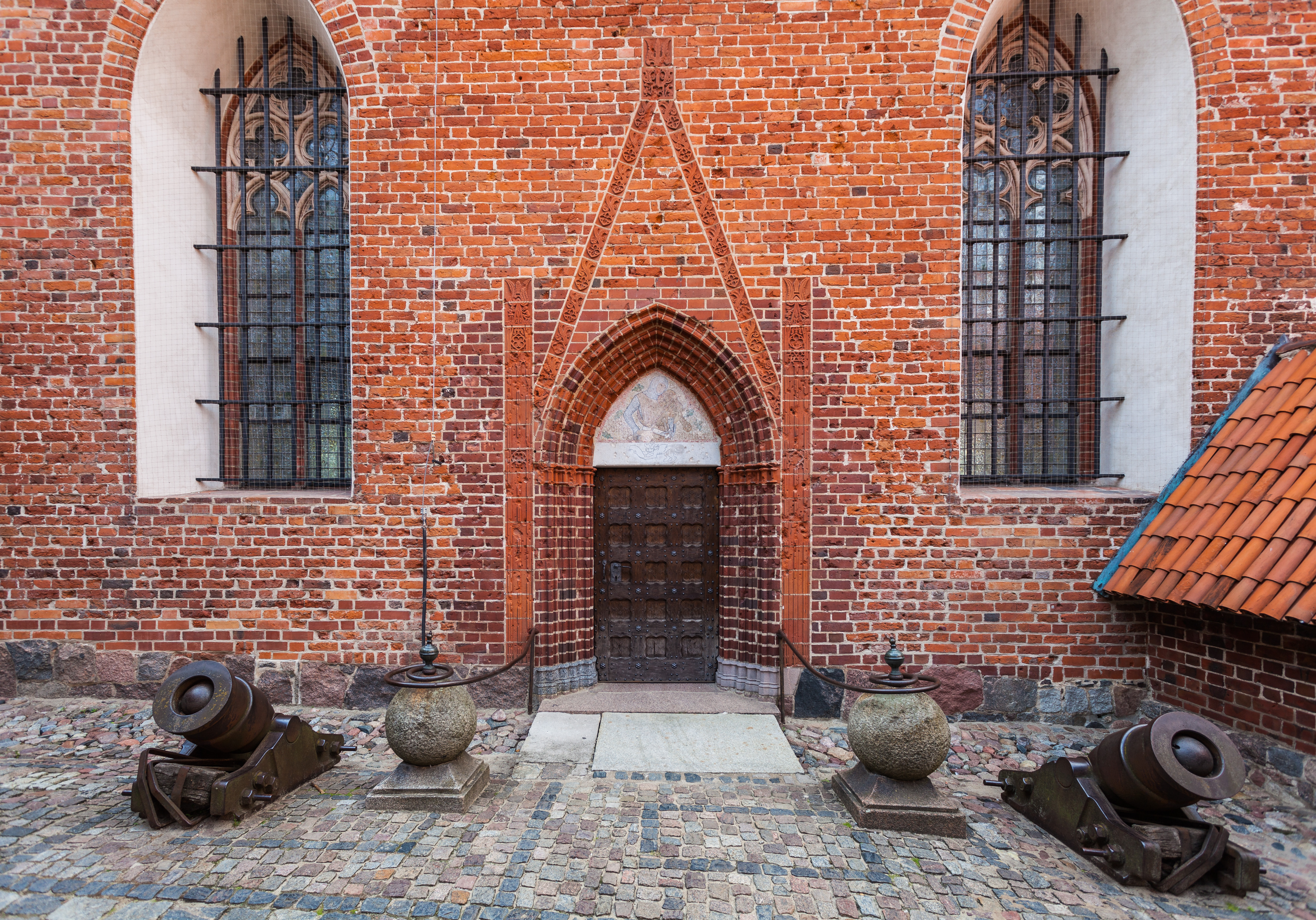
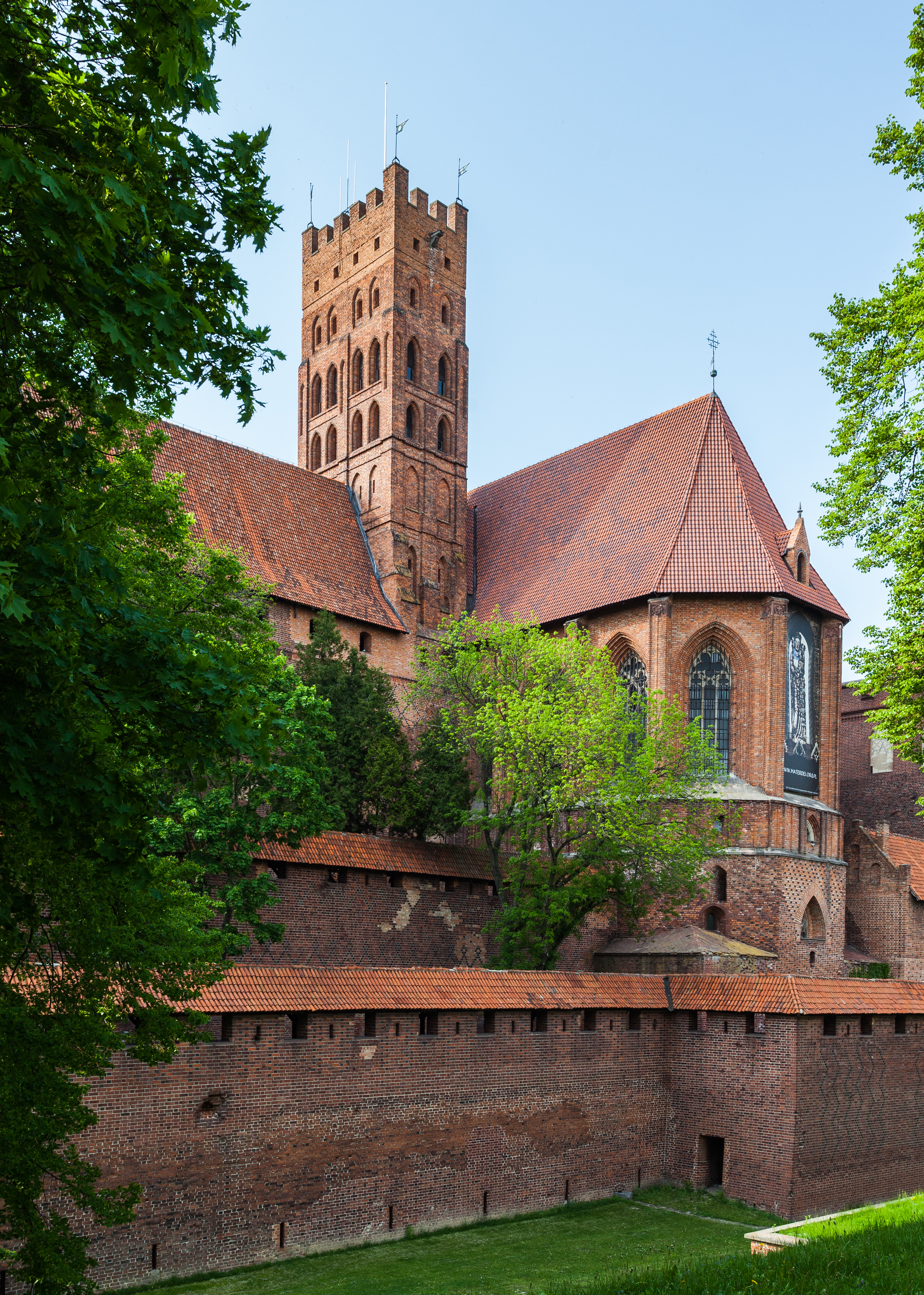
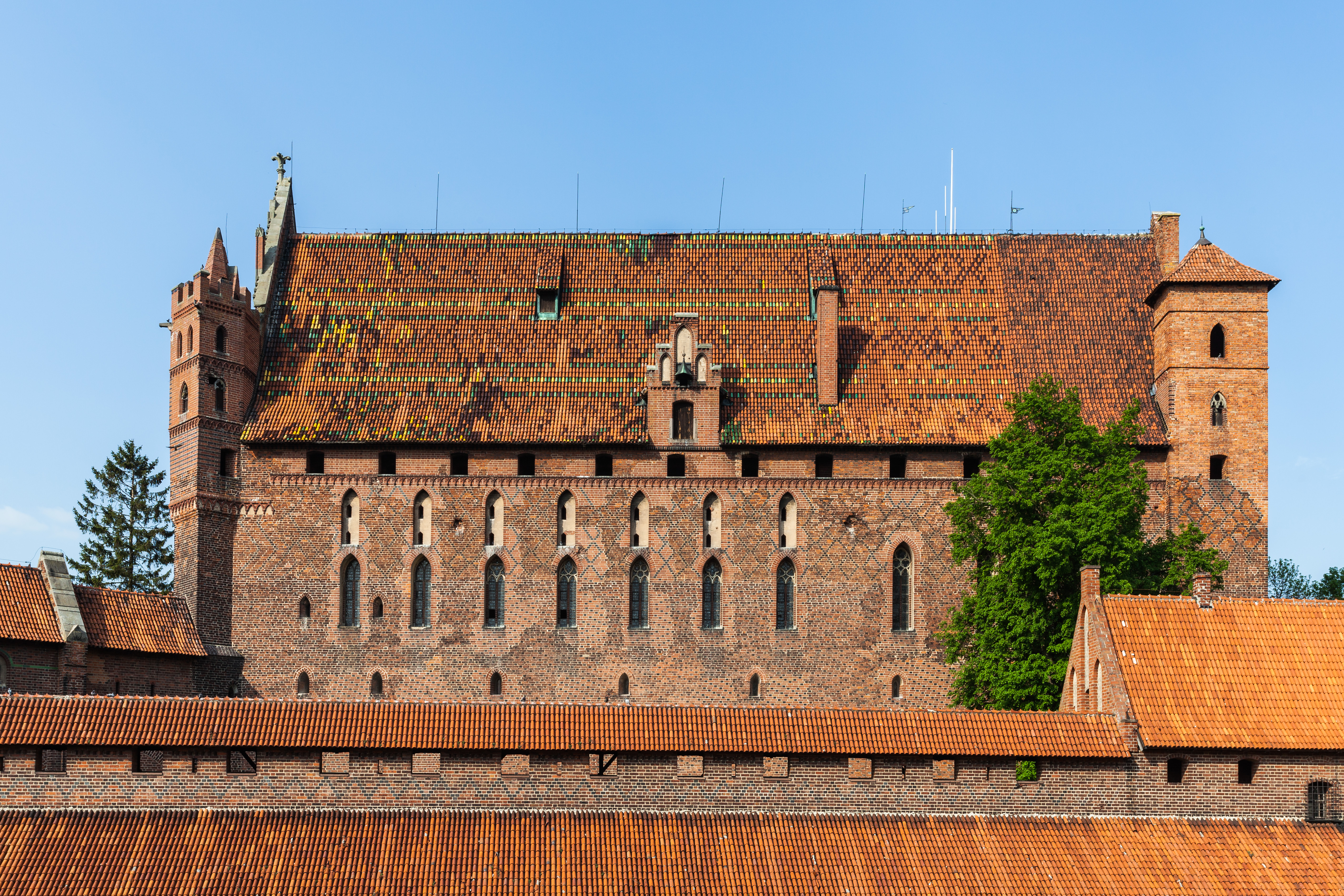
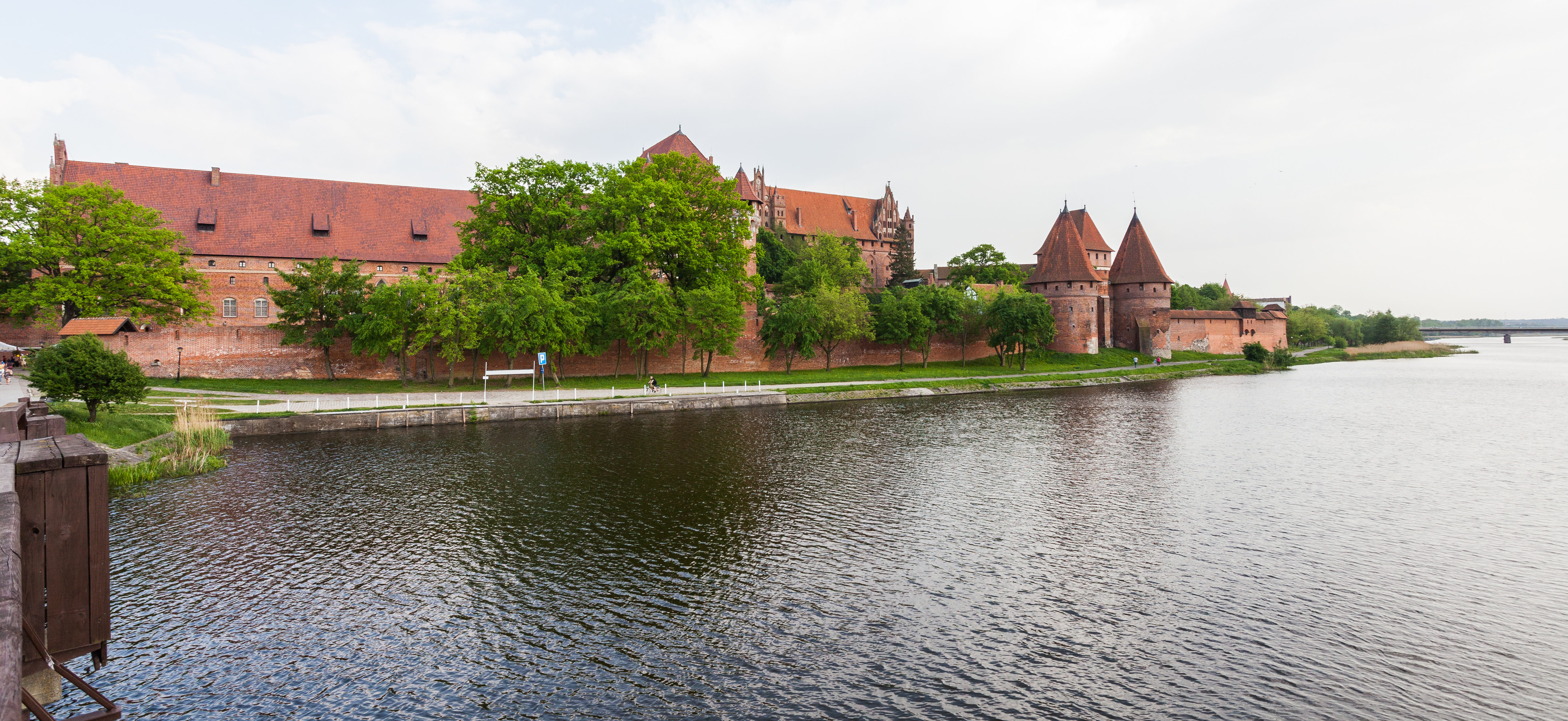

## Fordítás
- Ez a szócikk részben vagy egészben a Malbork Castle című angol Wikipédia-szócikk ezen változatának fordításán alapul.  Az eredeti cikk szerkesztőit annak laptörténete sorolja fel. Ez a jelzés csupán a megfogalmazás eredetét és a szerzői jogokat jelzi, nem szolgál a cikkben szereplő információk forrásmegjelöléseként.